# 莱昂塞勒
莱昂塞勒（法語：Léoncel，法語發音：[leɔ̃sɛl]）是法国德龙省的一个市镇，属于瓦朗斯区。

## 地理
莱昂塞勒（44°54'39"N, 5°11'34"E）面积43.01 平方千米，位于法国奥弗涅-罗讷-阿尔卑斯大区德龙省，该省份为法国东南部内陆省份，北起顺时针与伊泽尔省、上阿尔卑斯省、上普罗旺斯阿尔卑斯省、沃克吕兹省和阿尔代什省接壤。
与莱昂塞勒接壤的市镇（或旧市镇、城区）包括：巴尔比耶尔、博尔加尔巴雷、布旺特、勒沙法勒、沙托杜布勒、翁布莱兹、鲁瓦扬地区奥里奥勒、佩吕、罗什福尔桑松、圣樊尚拉科芒德里。

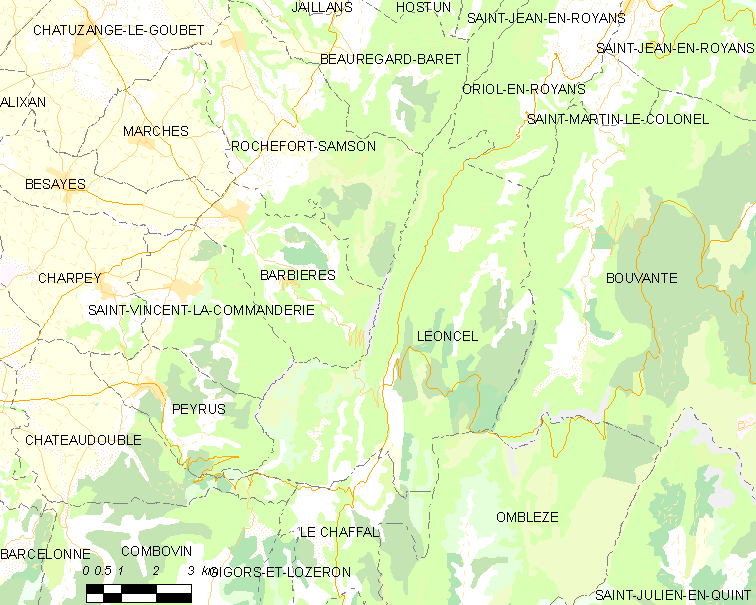
莱昂塞勒的OSM定位图

莱昂塞勒的时区为UTC+01:00、UTC+02:00（夏令时）。

## 行政
莱昂塞勒的邮政编码为26190，INSEE市镇编码为26163。

## 政治
莱昂塞勒所属的省级选区为韦科尔-晨山县。

## 人口

1962-2008年间莱昂塞勒人口变化图示

莱昂塞勒于2022年1月1日时的人口数量为46人。